# جزيرة كايو أنغين بوتري
جزيرة كايو أنغين بوتري وهي جزيرة من جزر إندونيسيا، وتقع في إقليم جاكارتا، في بولاو سيريبو ضمن شمال الجزر الألف.